# 禾生村
禾生村（かせいむら）は、山梨県南都留郡にあった村。現在の都留市北部にあたる。

## 地理
- 山：生出山、高川山、九鬼山
- 河川：桂川、菅野川

## 歴史
- 1875年（明治8年）1月19日 - 都留郡四日市場村・古川渡村・川茂村・小形山村・田野倉村・井倉村が合併して禾生村となる。
- 1878年（明治11年）7月22日 - 郡区町村編制法の施行により、禾生村が南都留郡の所属となる。
- 1889年（明治22年）7月1日 - 町村制の施行により、禾生村が単独で自治体を形成。
- 1954年（昭和29年）4月29日 - 谷村町・宝村・盛里村・東桂村と合併して都留市が発足。同日禾生村廃止。

## 交通

### 鉄道路線
- 富士山麓電気鉄道
  - 大月線
    - 田野倉駅 - 禾生駅 - 赤坂駅

### 道路
- 国道139号

現在は旧村域に中央自動車道の小形山バスストップが所在するが、当時は未開通。